# Hammelev (Norddjurs)
Denna artikel handlar om Hammelev utanför Grenå. För Hammelev i Sønderjylland, se Hammelev (Haderslev).

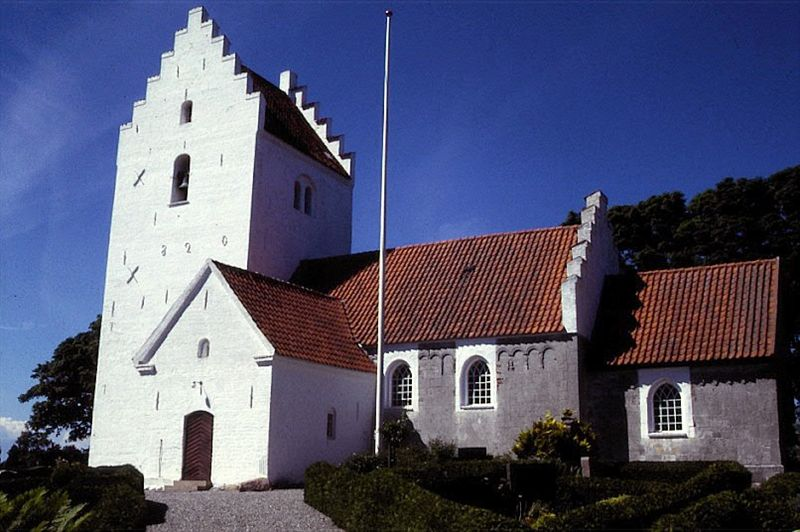
Hammelev kyrka.

Hammelev är en dansk kyrkby i Norddjurs kommun på halvön Djursland i Jylland, som ligger tre kilometer norr om Grenå.
Namnet är belagt från 1404 som Hamætløff, och kommer från ett okänt mansnamn och från  -lev = arvegods.